# Courmes
Courmes ist eine südfranzösische Gemeinde im Département Alpes-Maritimes in der Region Provence-Alpes-Côte d’Azur. Sie gehört zum Arrondissement Grasse und zum Kanton Valbonne. 

## Lage
Die Gemeinde liegt im Regionalen Naturpark Préalpes d’Azur.
Die angrenzenden Gemeinden sind Coursegoules im Norden, Vence im Osten, Tourrettes-sur-Loup im Süden, Gourdon im Südwesten, Cipières im Westen und Gréolières im Nordwesten.

## Geschichte
Eine frühe Erwähnung der Siedlung stammt aus dem Jahr 1176 unter dem Namen „Corma“.

### Bevölkerungsentwicklung
| Jahr      | 1962 | 1968 | 1975 | 1982 | 1990 | 1999 | 2008 | 2016 |
| --------- | ---- | ---- | ---- | ---- | ---- | ---- | ---- | ---- |
| Einwohner | 34   | 26   | 42   | 60   | 64   | 88   | 96   | 125  |

## Sehenswürdigkeiten
- Kirche Sainte-Madeleine, erbaut im Jahr 1781